# Småland
Småland és una província històrica (landskap) del sud-est de Suècia. La seva superfície és de 29.400 km²; i la seva població s'estima en 708.896 persones el 2004. Limita amb Blekinge, Escània, Halland, Västergötland, Östergötland i amb la mar Bàltica.

## Ciutats

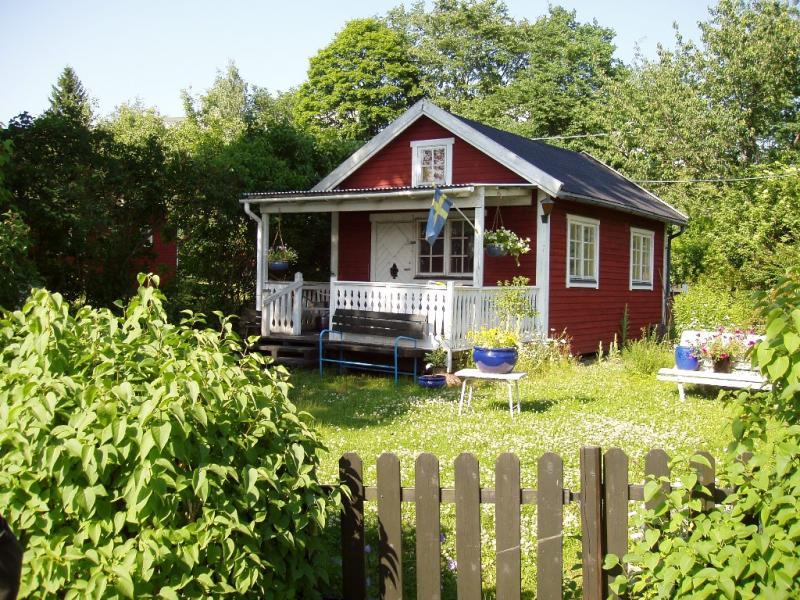
Una casa típica de Småland

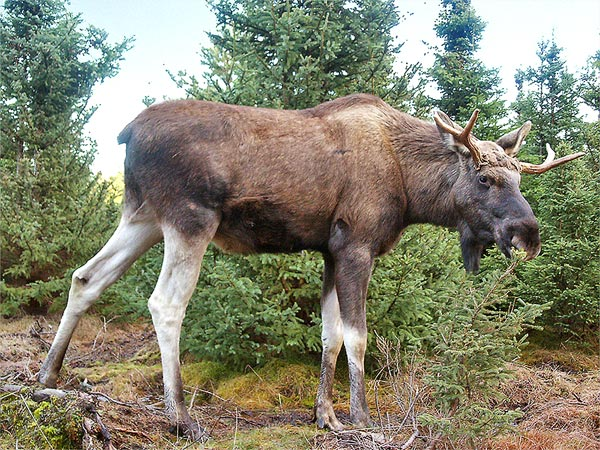
Als boscos de Småland hi ha ants

- Jönköping
- Växjö
- Kalmar
- Västervik
- Värnamo
- Oskarshamn